# Накай (район)
Накай — один з районів (лаос. ເມືອງ муанг) провінції Кхаммуан, Лаос.